# 1962年の日本競馬
1962年の日本競馬（1962ねんのにほんけいば）では、1962年（昭和37年）の日本競馬界についてまとめる。馬齢は旧表記で統一する。
1961年の日本競馬 - 1962年の日本競馬 - 1963年の日本競馬

## できごと

### 1月 - 3月
- 1月27日 - 東京競馬場の新型トータライザーが完成、1回東京開催の初日から使用される[1]。
- 3月8日 - オリンピック特例法の施行令が公布され、日本中央競馬会では農林大臣の許可を得て、2回中山・3回東京開催を「オリンピック基金臨時競馬」として開催した[2]。
- 3月10日 - 東京都日本橋久松町で起きた落盤事故の影響で電話線が遮断され、このため浅草・錦糸町の場外発売所の発売が中止された[2]。
- 3月26日 - 小倉競馬場で火災が発生、装鞍所の一部を焼失、馬房46棟のうち22棟が全焼、2棟が半焼するなどの被害を受けた[2]。

### 4月 - 6月
- 4月1日
  - 日本中央競馬会の機構が改変され、人事部・施設部が新設される[2]。
  - 日本中央競馬会が「オリンピック準備室」を馬事公苑内の事務所に設置する[2]。
- 4月13日 - 厩務員のストライキが発生し、本馬場調教が不能になり、また皐月賞を含む3回中山5日・6日が中止・延期となった。クラシック競走の延期は今回が初めての事例となった。ストライキは18日に解決した[2]。
- 4月20日 - 競馬法の一部を改正する法律（法律第83号）が公布される。これにより、それまで地方競馬の施行者は自治大臣の指定した市町村であったが、これを原則として都道府県に改めるものであった。また、投票方式についても重勝式勝馬投票法が廃され、代わって連勝式勝馬投票法が採用された[2]。
- 5月12日 - 日本労働組合全国協議会のストライキのため、3回東京の6日・7日は開催を中止する。ストライキは19日に解決した[2]。
- 6月22日 - 日本中央競馬会の酒井忠正理事長が辞任、新理事長に石坂弘副理事長が就任する[2]。

### 7月 - 9月
- 7月13日 - 設立が進められていた地方競馬全国協会について、農林大臣は会長に酒井忠正、副会長に石川武平を指名する[2]。
- 7月16日 - 競馬法施行令の一部を改正する政令・省令が公布される。これにより、競馬場の必要な設備として場内放送設備が加えられた[2]。
- 8月1日 - 地方競馬全国協会が設立される[2]。
- 9月1日
  - 地方競馬全国協会は、関東地方競馬組合から継承した八王子騎手教養所において騎手候補生の育成を開始した[2]。
  - 全国公営競馬馬主連合会が設立される[3]。

### 10月 - 12月
- 10月8日 - 地方競馬全国協会は優勝馬褒奨規程を定め、会長賞を制定。同年は22競走に会長賞が贈られた[3]。
- 10月10日 - 阪神競馬場の3号スタンドが完成、竣工式が行われる[3]。
- 10月23日 - ワシントンDCインターナショナル出走のため、タカマガハラおよび関係者が渡米する[3]。
- 11月2日 - 中央競馬馬主協会連合会長などを務めた鈴江繁一が死去[3]。
- 12月1日 - 7回中山開催から中央競馬の入場料が一部改正される。また、競馬場内においても200円券の発売を開始する[3]。
- 12月5日 - 中央競馬で場内有線テレビが実用化される[3]。

### その他
- 鹿児島県鹿屋競馬場が廃止される[3]。

## 競走成績

### 中央競馬の主な競走
- 第22回桜花賞（阪神競馬場・4月1日）優勝 : ケンホウ（騎手 : 野平好男）
- 第22回皐月賞（中山競馬場・4月22日）優勝 : ヤマノオー（騎手 : 古山良司）
- 第45回天皇賞（春）（京都競馬場・4月29日） 優勝 : オンスロート（騎手 : 山岡忞）
- 第23回優駿牝馬（オークス）（東京競馬場・5月20日) 優勝 : オーハヤブサ（騎手 : 藤本勝彦）
- 第29回東京優駿競走（日本ダービー）（東京競馬場・5月27日) 優勝 : フエアーウイン（騎手 : 高橋英夫）
- 第3回宝塚記念（阪神競馬場・7月1日）優勝：コダマ（騎手：栗田勝）
- 第46回天皇賞（秋）（東京競馬場・11月23日） 優勝 : クリヒデ（騎手 : 森安弘明）
- 第23回菊花賞（京都競馬場・11月25日） 優勝 : ヒロキミ（騎手 : 高松三太）
- 第7回有馬記念（中山競馬場・12月23日） 優勝 : オンスロート（騎手 : 山岡忞）

### 中央競馬・障害
- 第48回中山大障害（春）（中山競馬場・4月22日）優勝 : フエニツクス（騎手 : 田村駿仁）
- 第49回中山大障害（秋）（中山競馬場・10月7日）優勝： ライトリア（騎手：坂内光雄）

## 表彰

### 啓衆社賞
- 年度代表馬・最優秀5歳以上牡馬 オンスロート
- 最優秀3歳牡馬 グレートヨルカ
- 最優秀3歳牝馬 スタンダード
- 最優秀4歳牡馬 フエアーウイン
- 最優秀4歳牝馬 ケンホウ
- 最優秀5歳以上牝馬 クリヒデ
- 最良スプリンター カネツセーキ
- 最優秀障害馬 ライトリア
- 最優秀アラブ ゲンタロウ

## 誕生
この年に生まれた競走馬は1965年のクラシック世代となる。

### 競走馬
- 3月15日 - キーストン
- 3月23日 - コレヒデ
- 3月24日 - カブトシロー
- 4月2日 - ヒシマサヒデ
- 4月8日 - ハツユキ
- 4月19日 - チトセオー
- 4月21日 - エイトクラウン
- 4月23日 - タガミホマレ
- 5月13日 - ベロナ
- 6月8日 - ダイコーター
- 不明 - ダイアトム

### 人物
- 2月9日 - 藤本匠騎手（ばんえい）
- 2月14日 - 勢司和浩調教師（JRA）
- 3月13日 - 見澤譲治騎手（浦和）
- 5月23日 - 鹿戸雄一騎手、調教師（JRA）
- 5月25日 - 中川公成調教師（JRA）
- 5月30日 - 田面木博公騎手（JRA）
- 7月22日 - 兒島真二騎手（佐賀）
- 9月2日 - 畠山吉宏調教師（JRA）
- 11月1日 - 野崎武司騎手（川崎）
- 11月12日 - 金子正彦騎手（川崎）
- 11月17日 - 菊川正達騎手、調教師（JRA）
- 12月27日 - 三浦堅治騎手（JRA）